# هیثم لوصیف
هیثم لوصیف (عربی: هيثم لوصيف؛ زادهٔ ۸ ژوئیهٔ ۱۹۹۶) بازیکن فوتبال اهل الجزایر است.
از باشگاه‌هایی که در آن بازی کرده‌است می‌توان به باشگاه فوتبال بارادو اشاره کرد.
وی همچنین در تیم‌های ملی فوتبال زیر ۲۳ سال الجزایر و الجزایر بازی کرده‌است.